# Спулбер (комуна)
Спулбер (рум. Spulber) — комуна у повіті Вранча в Румунії. До складу комуни входять такі села (дані про населення за 2002 рік):
- Каршокешть-Коребіца (337 осіб)
- Моререшть (64 особи)
- Певеларі (387 осіб)
- Спулбер (325 осіб) — адміністративний центр комуни
- Тожаній-де-Жос (13 осіб)
- Тожаній-де-Сус (16 осіб)
- Ципеу (274 особи)

Комуна розташована на відстані 155 км на північ від Бухареста, 33 км на захід від Фокшан, 105 км на захід від Галаца, 89 км на схід від Брашова.

## Населення
У 2009 року у комуні проживали 1405 осіб.